# Stefan Arvidsson (författare)
Stefan Arvidsson, född 1967, är författare till flera IT-böcker utgivna på förlaget Pagina Förlag, många av dem tillsammans med Jesper Ek.